# Laramie Mountains
Le Laramie Mountains sono una catena montuosa situata negli Stati Uniti d'America, sul bordo orientale delle Montagne Rocciose negli Stati del Wyoming e del Colorado. Le sue cime rappresentano l'estensione settentrionale della linea di intervalli lungo il versante orientale delle Montagne Rocciose, e in particolare delle cime più alte della catena del Front Range a sud.
Le montagne si estendono verso nord dal sud-est del Wyoming, tra Cheyenne e Laramie, fino a Casper. La catena prende il nome dal fiume Laramie, che taglia La zona da sud-ovest a nord-est, e si unisce a est del fiume North Platte alla catena nel Wyoming orientale. Le montagne a loro volta danno il nome alla orogenesi laramide, il periodo del sollevamento della placca nordamericana avvenuto circa 70 milioni di anni fa che ha creato le attuali Montagne Rocciose.